# Greenfielding
Greenfielding is het proces waarbij onvervuilde landbouwgrond wordt omgezet in grond met een hogere economisch waardering. In een land of staat met weinig ruimte zijn er minder mogelijkheden om bijvoorbeeld veel woningbouw in het buitengebied te realiseren. Door het opkopen of stringent reguleren van agrarische bestemmingen kunnen zo op een relatief goedkope manier weer nieuwe, zogeheten greenfields ontstaan. Hierdoor kunnen de hoge proceskosten om de zogeheten brownfields - vaak aanwezig in grote steden - om te zetten, kunnen worden voorkomen. 

Op dit moment speelt het proces van Greenfielding flink in Nederland en heeft het een negatieve connotatie. Door greenfielding ontstaat er een geforceerde druk op de agrarische beroepsbevolking om te stoppen. Dit kan leiden tot maatschappelijke onrust, stakingen, verstopte leveranties van producten bij supermarkten en voortschrijdende armoede op het platteland. Tegenmaatregelen kunnen zijn: revitalisering platteland, positieve incentieven om boeren tot duurzamer gebruik van hun grond te laten komen en zogeheten 'lokale herenboeren', waardoor de afstand van product tot consument wordt verminderd en er dus ook stikstofwinst is.